# Viverra civettina
Civette à grandes taches, Civette de Malabar, Civette à Malabar
Espèce
Statut de conservation UICN

PEC2a(i) : Peut-être éteint
La Civette à grandes taches ou Civette de Malabar (Viverra civettina) est une espèce de mammifère carnivore de la famille des viverridés.

## Répartition et habitat
Cette espèce est endémique au Ghâts occidentaux en Inde. Elle vit dans la forêt tropicale humide de basse altitude.